# 2022年のイタリア
2022年のイタリア （2022ねんのイタリア）では、2022年のイタリアに関する出来事について記述する。

## 国家元首等
- 共和国大統領
  - 第12代: セルジョ・マッタレッラ （無所属、2015年2月3日 - ）
- 共和国首相
  - 第67代: マリオ・ドラギ （無所属、ドラギ内閣（英語版）：2021年2月13日 - 2022年10月22日）
  - 第68代: ジョルジャ・メローニ （イタリアの同胞、メローニ内閣：2022年10月22日 - ）

## できごと

### 通年
- イタリアにおける2019年コロナウイルス感染症の流行状況

### 1月
- 1月28日 - サッカー・セリエA・ユヴェントスFCはACFフィオレンティーナからドゥシャン・ヴラホヴィッチ（ セルビア）を移籍金7000万ユーロで獲得[1]。
- 1月29日 - 2022年イタリア大統領選挙（英語版）で7回目の投票が行われるも必要得票数を得た候補が現れず、各党の協議の下、退任を表明していた現職のセルジョ・マッタレッラが再選[2]。

### 2月
- 2月4日 - 2022年北京オリンピックの開会式でイタリア選手団が入場。
- 2月11日 - シチリア島のエトナ火山が噴火[3]。

### 3月
- 3月24日 - 2022 FIFAワールドカップ・ヨーロッパ2次予選でイタリア代表が北マケドニア代表に0-1で敗れて2大会連続での予選敗退となった[4]。

### 4月
- 4月24日 - 2022年のF1世界選手権の2022年エミリア・ロマーニャグランプリがイモラ・サーキットで開催。

### 5月
- 5月3日 - 第67回ダヴィッド・ディ・ドナテッロ賞でパオロ・ソレンティーノ監督の『Hand of God -神の手が触れた日-』が作品賞を受賞。
- 5月6日～29日 - 自転車ロードレースのジロ・デ・イタリア2022が開催。
- 5月12日 - セリエA (バレーボール) 2021-2022（英語版）でASバレー・ルーベがプレーオフ決勝の第4戦で3シーズン連続7度目の優勝[5]。
- 5月14日 - ユーロビジョン・ソング・コンテスト2022の決勝がピエモンテ州トリノのパラスポーツ・オリンピコで開催。
- 5月18日 - アドリア海でタグボートが沈没し、乗組員5人が行方不明[6]。
- 5月19日 - 世界的に流行しているサル痘の患者をイタリア国内で初確認
- 5月22日 - セリエA (サッカー) 2021-2022の最終節でACミランが11年ぶり9度目の優勝[7]。
- 5月28日 - 2022年のイタリアグランプリ (ロードレース)のMotoGP決勝でフランチェスコ・バニャイアが優勝。
- 5月29日 - セリエB (サッカー) 2021-2022の昇格プレーオフ決勝第2戦を終え、2戦合計で6-4のACモンツァがクラブ史上初めてセリエAに昇格[8]。

### 6月
- 6月20日 - 2022年世界水泳選手権の100メートル背泳ぎ決勝でティエーネ出身のトマス・チェッコンが世界新記録（英語版）で優勝[9]。
- 6月23日 - 2022年のNBAドラフトでイタリア国籍も持つパオロ・バンケロがオーランド・マジックから全体1位指名を受けた[10]。イタリア国籍の選手としては2006年のNBAドラフトのアンドレア・バルニャーニ以来16年ぶりであった。
- 6月28日 - ラツィオ州ローマで気温40.8度を記録[11]。

### 7月
- 7月3日 - 北部のマルモラーダ山で氷河が崩壊し、少なくとも6人が死亡、8人が負傷[12]。
- 7月21日 - マリオ・ドラギ首相が辞任[13]。
- 7月29日 - マルケ州でナイジェリア人の男性が殺害された[14]。

### 8月
- 8月13日 - 2022年ヨーロッパ水泳選手権（英語版）がラツィオ州ローマで開催され、ダビド・ポポビッチ（ ルーマニア）が世界新記録で優勝[15]。

### 9月
- 9月4日 - ロードレース世界選手権の2022年のサンマリノグランプリがミサノ・サーキットで開催。
- 9月10日 - 第79回ヴェネツィア国際映画祭でローラ・ポイトラス監督の『All the Beauty and the Bloodshed』が金獅子賞を受賞[16]。
- 9月11日 - 2022年イタリアグランプリの決勝がモンツァ・サーキットで開催。
- 9月15日 - マルケ州で洪水が発生し、少なくとも10人が死亡[17]。
- 9月15日～18日 - 2022/2023 ISUチャレンジャーシリーズ・2022年ロンバルディアトロフィーがロンバルディア州ベルガモで開催。
- 9月25日 - 2022年イタリア総選挙

### 10月
- 10月2日 - サッカー・セリエAでマリア・ソーレ・フェリエリ・カプティが女性で初めて主審を務めた[18]。
- 10月15日 - 2022年バレーボール女子世界選手権の3位決定戦でイタリア代表が銅メダルを獲得したが、人種差別被害を理由にパオラ・エゴヌが代表を辞退することを表明[19]。
- 10月22日 - 国内初の女性首相となるジョルジャ・メローニ（極右政党のイタリアの同胞）が就任、メローニ内閣が発足[20]。

### 11月
- 11月9日 - マルケ州ペーザロ・エ・ウルビーノ県ペーザロ沖でマグニチュード5.7の地震が発生[21]。
- 11月13日～20日 - テニス・2022年ATPファイナルズがピエモンテ州トリノで開催。
- 11月27日 - ナポリ湾のイスキア島で土砂崩れが発生し、少なくとも7人が死亡[22]。

### 12月
- 12月10日 - 2022/2023 ISUグランプリファイナルがピエモンテ州トリノのパラベラで開催され、男子シングルでダニエル・グラスルが出場。

## 周年
- 1月13日 - コスタ・コンコルディアの座礁事故から10年[23]。

## 死去
- 1月11日 - ダヴィド・サッソリ：政治家、ジャーナリスト、欧州議会議長（* 1956年）
- 1月16日 - イダ・ゾッカラット：スーパーセンテナリアン（* 1909年）
- 2月1日 - マウリツィオ・ザンパリーニ：実業家、パレルモFCの元オーナー（* 1941年）
- 4月30日 - ミノ・ライオラ：国際サッカー連盟公認代理人（* 1967年）
- 6月6日 - ジャンニ・クレリッチ：テニスジャーナリスト（* 1930年）
- 7月6日 - アルナルド・パンビアンコ：自転車競技（ロードレース）選手、1961年のジロ・デ・イタリア総合優勝（* 1935年）
- 7月18日 - オッタビオ・チンクアンタ：国際オリンピック委員会(IOC)委員、国際スケート連盟会長（* 1938年）
- 12月1日 - エルコーレ・バルディーニ：自転車競技選手、1956年メルボルンオリンピック個人ロードレース金メダリスト（* 1933年）